# La Dernière Chevauchée (bande dessinée)
Pour les articles homonymes, voir La Dernière Chevauchée.
La Dernière Chevauchée est une série de bande dessinée de western écrite par Hubert Chardot et dessinée par Jean-Claude Cassini, qui en assure également les couleurs. Ses deux volumes ont été publiés par la maison d'édition française Soleil.

## Albums
- Soleil Productions, collection «  Autres mondes » :

1. Black Gold, 2003  (ISBN 2-84565-650-5)[1],[2],[3].
2. Le Crépuscule des charognards, 2005  (ISBN 2-84565-893-1).